# سامارا ویوینگ
سامارا ویوینگ (به انگلیسی: Samara Weaving) (زاده ۲۳ فوریه ۱۹۹۲) بازیگر، مدل استرالیایی است. وی بیشتر برای بازی در مجموعه تلویزیونی خانه و دوری (۲۰۱۳–۲۰۰۹) شناخته می‌شود که برای او نامزدی جایزه اکتا بهترین بازیگر زن را در سال ۲۰۱۱ به‌همراه داشت. او در فیلم‌هایی همچون آماده‌ای یا نه (۲۰۱۹)، اسلحه‌های آکیمبو (۲۰۱۹)، آخرین لحظه وضوح (۲۰۲۰)، پرستار بچه: ملکه قاتل (۲۰۲۰)، بیل و تد: رویارویی با موسیقی (۲۰۲۰)، جیغ ۶ (۲۰۲۳)، عزرائیل (۲۰۲۴) و مرز جنون (۲۰۲۵) ایفای نقش کرده است.
او برادرزاده هوگو ویوینگ است.

## فیلم‌شناسی
| سال   | نام فیلم                         | نقش                   |
| ----- | -------------------------------- | --------------------- |
| ۲۰۱۳  | جاده مرموز                       | پگی                   |
| ۲۰۱۶  | ماشین‌های هیولا                   | برایان                |
| ۲۰۱۷  | سه بیلبورد خارج از ابینگ، میزوری | پنلوپه                |
| ۲۰۱۷  | پرستار بچه                       | بی                    |
| ۲۰۱۹  | آماده‌ای یا نه                    | گریس لو دوماس         |
| ۲۰۱۹  | اسلحه‌های آکیمبو                  | نیکس                  |
| ۲۰۲۰  | ۱۰۰٪ گرگ                         | صداپیشه بتی           |
| ۲۰۲۰  | آخرین لحظه وضوح                  | جورجیا                |
| ۲۰۲۰  | بیل و تد: رویارویی با موسیقی     | تئا پرستون            |
| ۲۰۲۰  | پرستار بچه: ملکه قاتل            | بی                    |
| ۲۰۲۱  | چشمان مار                        | شانا اوهارا / اسکارلت |
| ۲۰۲۲  | پیشخدمت پارگینگ                  | اولیویا               |
| ۲۰۲۲  | بابیلون                          | کنستانس مور           |
| ۲۰۲۳  | جیغ ۶                            | لورا کرین             |
| ۲۰۲۴  | عزرائیل                          | عزرائیل               |
| ۲۰۲۵  | مرز جنون                         | سوفیا                 |
| آینده | اینی مینی                        | ادی                   |
| آینده | کارولینا کارولین                 |                       |
| آینده | سفر                              |                       |
| آینده | آماده باشی یا نه: دارم میام      | گریس لو دوماس         |

### مجموعه تلویزیونی
| سال       | عنوان                | نقش           | یادداشت‌ها           |
| --------- | -------------------- | ------------- | ------------------- |
| ۲۰۰۸      | خارج از آبی          | کریستن        | نقش اصلی            |
| ۲۰۰۹–۲۰۱۳ | خانه و دوری          | ایندی واکر    | نقش اصلی            |
| ۲۰۱۵      | پسرهای سنجابی        | کلی           | مجموعه اینترنتی     |
| ۲۰۱۵–۲۰۱۶ | اش علیه مرده شریر    | هدر           | نقش مکمل            |
| ۲۰۱۷–۲۰۱۹ | اسمیلف               | نلسون رز      | نقش اصلی            |
| ۲۰۱۸      | پیک‌نیک در هنگینگ راک | ایرما لئوپولد | نقش اصلی            |
| ۲۰۲۰      | هالیوود              | کلر وود       | نقش اصلی            |
| ۲۰۲۱      | نه غریبه کامل        | جسیکا چندلر   | مینی‌سریال، نقش اصلی |

### موزیک ویدئو
| سال  | ترانه  | هنرمند    | نقش    | یادداشت‌ها |
| ---- | ------ | --------- | ------ | --------- |
| ۲۰۱۷ | «توجه» | چارلی پوث | معشوقه |           |